# Пъстро парагре
Пъстро парагре (Pararge aegeria) е вид пеперуда, срещаща се и в България.

## Описание
Крилете са с размери 4,6–5,2 cm при мъжките, а при женските са 4,8–5,6 cm. Пеперудата тъмнокафява с ред черни очи с бял център по задните крила. Предните крила са с по едно „око“.

## Разпространение
Разпространена е в Европа и Северна Африка и Близкия изток.

## Начин на живот и хранене
Предпочита гористи местности. Среща се в слънчеви места в покрайнините на горите и храсталаци от 0 до 1700 метра н.в. Основни хранителни растения за гъсениците са ежова главица (Dactylis glomerata), пълзящ пирей (Elytrigia repens), горски късокрак (Brachypodium sylvaticum) и др.